# Parasemionotiformes
De Parasemionotiformes zijn een groep (orde) uitgestorven straalvinnige beenvissen, behorend tot de Halecomorphi. Ze leefden tussen het Vroeg-Trias en het begin van het Laat-Trias (ongeveer 251-232 miljoen jaar geleden) en hun fossiele overblijfselen zijn gevonden in Europa, Azië, Noord-Amerika en Madagaskar. Fossielen toegeschreven aan de semionotiformen komen uit het Midden-Jura van Centraal-Afrika.

## Beschrijving
Deze vissen waren klein tot middelgroot, meestal niet meer dan dertig centimeter lang. De vorm van het lichaam was vrij compact, met een grote kop met een korte snuit en meestal een kleine muil (bijvoorbeeld in het gelijknamige geslacht Parasemionotus of in Promecosomina). De rugvin was driehoekig van vorm en meestal ver naar achteren geplaatst; bij sommige vormen als Albertonia waren de rug- en borstvinnen enorm groot. Het lichaam was volledig bedekt met schubben met een dikke laag ganoine, vierkant of rechthoekig van vorm, gerangschikt in diagonale rijen.
De anatomie van de schedel en de schoudergordel van de parasemionotiforme Watsonulus zijn bijzonder goed bestudeerd dankzij een werk van Olsen (1984): volgens de studie behield de schedel een reeks basale kenmerken vergelijkbaar met die van de Chondrostei, zoals een open zijspleet en een vaak open vestibulaire fontanel, de aanwezigheid van een endochondrale tussenlaag zonder vliezen en fusie tussen de meeste endochondrale botten bij volwassenen. Andere kenmerken herinneren aan andere vissen uit het Trias als Heterolepidotus. De dermale botten van de schedel daarentegen behielden een basaal kenmerk van de Chondrostei, namelijk een preoperculum met een grote bovenrand. Het sleutelbeen was vergelijkbaar met dat van de Chondrostei, terwijl het binnenste deel van de schoudergordel vergelijkbaar was met dat van de Teleostei. Ten slotte deed de articulatie van de kaken denken aan die van de huidige Amia calva.

## Evolutionaire verwantschappen
Parasemionotiformes zijn neopterygiërs, de clade die de overgrote meerderheid van de levende straalvinnige vissen (Actinopterygii) en ongeveer de helft van alle levende soorten gewervelde dieren omvat. Neopterygii zijn onderverdeeld in Teleostei en Holostei. De laatste groep is tegenwoordig in aantal afgenomen, maar was vroeger een diverse groep, vooral tijdens het Mesozoïcum. De enige overlevende leden van de Holostei zijn de Ginglymodi en de Halecomorphi.
Parasemionotiformes behoren tot de Holostei en zijn een van de vroegste clades van de Halecomorphi en hun uitgestorven verwanten). Parasemionotiformes zijn de zustergroep van alle andere halecomorfen volgens cladistische analyses.
De volgende boom vat de evolutionaire verwantschappen van de Parasemionotiformes samen. Namen met een kruis (†) staan voor uitgestorven groepen.
|  | †Panxianichthyiformes                                                                             |
|  |                                                                                                   |
|  | \| \| †Ionoscopiformes \| \| \| \| \| \| Amiiformes (Amia en zijn fossiele verwanten) \| \| \| \| |
|  |                                                                                                   |
|  | †Ionoscopiformes                                                                                  |
|  |                                                                                                   |
|  | Amiiformes (Amia en zijn fossiele verwanten)                                                      |
|  |                                                                                                   |

|  | †Ionoscopiformes                             |
|  |                                              |
|  | Amiiformes (Amia en zijn fossiele verwanten) |
|  |                                              |

|  | †Panxianichthyiformes                                                                             |
|  |                                                                                                   |
|  | \| \| †Ionoscopiformes \| \| \| \| \| \| Amiiformes (Amia en zijn fossiele verwanten) \| \| \| \| |
|  |                                                                                                   |
|  | †Ionoscopiformes                                                                                  |
|  |                                                                                                   |
|  | Amiiformes (Amia en zijn fossiele verwanten)                                                      |
|  |                                                                                                   |

|  | †Ionoscopiformes                             |
|  |                                              |
|  | Amiiformes (Amia en zijn fossiele verwanten) |
|  |                                              |

|  | †Panxianichthyiformes                                                                             |
|  |                                                                                                   |
|  | \| \| †Ionoscopiformes \| \| \| \| \| \| Amiiformes (Amia en zijn fossiele verwanten) \| \| \| \| |
|  |                                                                                                   |
|  | †Ionoscopiformes                                                                                  |
|  |                                                                                                   |
|  | Amiiformes (Amia en zijn fossiele verwanten)                                                      |
|  |                                                                                                   |

|  | †Ionoscopiformes                             |
|  |                                              |
|  | Amiiformes (Amia en zijn fossiele verwanten) |
|  |                                              |

|  | †Panxianichthyiformes                                                                             |
|  |                                                                                                   |
|  | \| \| †Ionoscopiformes \| \| \| \| \| \| Amiiformes (Amia en zijn fossiele verwanten) \| \| \| \| |
|  |                                                                                                   |
|  | †Ionoscopiformes                                                                                  |
|  |                                                                                                   |
|  | Amiiformes (Amia en zijn fossiele verwanten)                                                      |
|  |                                                                                                   |

|  | †Ionoscopiformes                             |
|  |                                              |
|  | Amiiformes (Amia en zijn fossiele verwanten) |
|  |                                              |

|  | †Panxianichthyiformes                                                                             |
|  |                                                                                                   |
|  | \| \| †Ionoscopiformes \| \| \| \| \| \| Amiiformes (Amia en zijn fossiele verwanten) \| \| \| \| |
|  |                                                                                                   |
|  | †Ionoscopiformes                                                                                  |
|  |                                                                                                   |
|  | Amiiformes (Amia en zijn fossiele verwanten)                                                      |
|  |                                                                                                   |

|  | †Ionoscopiformes                             |
|  |                                              |
|  | Amiiformes (Amia en zijn fossiele verwanten) |
|  |                                              |

|  | †Panxianichthyiformes                                                                             |
|  |                                                                                                   |
|  | \| \| †Ionoscopiformes \| \| \| \| \| \| Amiiformes (Amia en zijn fossiele verwanten) \| \| \| \| |
|  |                                                                                                   |
|  | †Ionoscopiformes                                                                                  |
|  |                                                                                                   |
|  | Amiiformes (Amia en zijn fossiele verwanten)                                                      |
|  |                                                                                                   |

|  | †Ionoscopiformes                             |
|  |                                              |
|  | Amiiformes (Amia en zijn fossiele verwanten) |
|  |                                              |

|  | †Panxianichthyiformes                                                                             |
|  |                                                                                                   |
|  | \| \| †Ionoscopiformes \| \| \| \| \| \| Amiiformes (Amia en zijn fossiele verwanten) \| \| \| \| |
|  |                                                                                                   |
|  | †Ionoscopiformes                                                                                  |
|  |                                                                                                   |
|  | Amiiformes (Amia en zijn fossiele verwanten)                                                      |
|  |                                                                                                   |

|  | †Ionoscopiformes                             |
|  |                                              |
|  | Amiiformes (Amia en zijn fossiele verwanten) |
|  |                                              |

|  | †Panxianichthyiformes                                                                             |
|  |                                                                                                   |
|  | \| \| †Ionoscopiformes \| \| \| \| \| \| Amiiformes (Amia en zijn fossiele verwanten) \| \| \| \| |
|  |                                                                                                   |
|  | †Ionoscopiformes                                                                                  |
|  |                                                                                                   |
|  | Amiiformes (Amia en zijn fossiele verwanten)                                                      |
|  |                                                                                                   |

|  | †Ionoscopiformes                             |
|  |                                              |
|  | Amiiformes (Amia en zijn fossiele verwanten) |
|  |                                              |

## Classificatie
De orde Parasemionotiformes werd in 1966 door Lehmann benoemd om enkele vissen uit het Trias (zoals Parasemionotus) te huisvesten, niet vergelijkbaar met de vergelijkbare Semionotiformes. De parasemionotiformen omvatten talrijke vormen van vissen uit het Trias waarvan de kenmerken herinneren aan de meer afgeleide  Ionoscopiformes en amiiformes; samen met deze laatste twee groepen zijn de parasemionotiformen momenteel opgenomen in de clade Halecomorphi. De laatste exemplaren (zoals Phaidrosoma) dateren uit het begin van het Laat-Trias.
- Orde Parasemionotiformes Lehman, 1966
  - Familie incertae sedis
    - Peia Ji, 2009
      - Peia jurongensis Ji, 2009 (typesoort)

  - Familie Parasemionotidae Stensiö, 1932 (= Ospiidae Stensiö, 1932)
    - Parasemionotus Piveteau, 1929
      - Parasemionotus labordei (Priem, 1924) (typesoort)
      - Parasemionotus besairiei Lehman et al., 1959

    - Ospia Stensiö, 1932
      - Ospia whitei Stensiö, 1932 (typesoort)

    - Broughia Stensiö, 1932
      - Broughia perleididoides Stensiö, 1932 (typesoort)

    - Watsonulus Brough, 1939 (= Watsonia Piveteau, 1934)
      - Watsonulus eugnathoides (Piveteau, 1934) (typesoort)

    - Stensionotus Lehman, 1952
      - Stensionotus intercessus Lehman, 1952 (typesoort)
      - Stensionotus dongchangensis Liu et al., 2002

    - Jacobulus Lehman, 1952
      - Jacobulus novus Lehman, 1952 (typesoort)

    - Thomasinotus Lehman, 1952
      - Thomasinotus divisus Lehman, 1952 (typesoort)

    - Albertonia Gardiner, 1966
      - Albertonia cupidinia (Lambe, 1916) (typesoort)

    - Lehmanotus Beltan, 1968
      - Lehmanotus markubai Beltan, 1968 (typesoort)

    - Devillersia Beltan, 1968
      - Devillersia madagascariensis Beltan, 1968 (typesoort)

    - Piveteaunotus Beltan, 1968
      - Piveteaunotus ifasiensis Beltan, 1968 (typesoort)

    - Icarealcyon Beltan, 1980
      - Icarealcyon malagasium Beltan, 1980 (typesoort)

    - Jurongia Liu et al., 2002
      - Jurongia fusiformis Liu et al., 2002 (typesoort)

    - Qingshania Liu et al., 2002
      - Qingshania cercida Liu et al., 2002 (typesoort)

    - Suius Liu et al., 2002
      - Suius brevis Liu et al., 2002 (typesoort)

    - Candelarialepis Romano et al., 2019
      - Candelarialepis argentus Romano et al., 2019 (typesoort)

  - Familie Promecosominidae Wade, 1940
    - Promecosomina Wade, 1935
      - Promecosomina formosa  (Woodward, 1890) (typesoort) (= P. beaconensis Wade, 1935)